# Giro d'Italia 2008

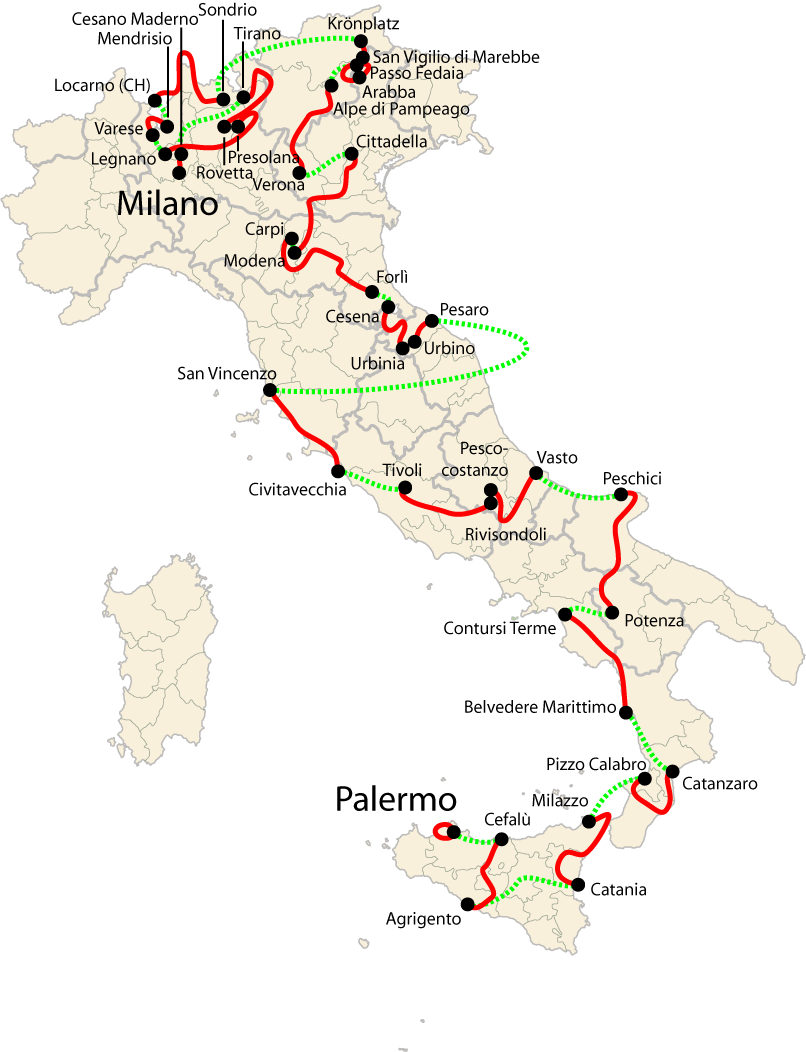
Schematická mapa závodu

91. ročník Giro d'Italia probíhal od 10. května do 1. června 2009. Odstartován byl týmovou časovkou v Palermu a zakončen časovkou jednotlivců v Miláně. Celková délka byla 3407 km rozdělených do 21. etap. Vítězem se stal španělský cyklista Alberto Contador ze stáje Astana.